# Campeonato Mundial de Halterofilismo de 2023 - Até 55 kg masculino
A categoria até 55 kg masculino foi um evento do Campeonato Mundial de Halterofilismo de 2023, disputado em Riade, na Arábia Saudita, nos dias 4 e 5 de setembro de 2023.

## Calendário
Horário local (UTC+3)
| Dia           | Horário | Fase    |
| ------------- | ------- | ------- |
| 4 de setembro | 16:30   | Grupo B |
| 5 de setembro | 19:00   | Grupo A |

## Medalhistas
| Evento    | Ouro                | Ouro   | Prata              | Prata  | Bronze                    | Bronze |
| --------- | ------------------- | ------ | ------------------ | ------ | ------------------------- | ------ |
| Arranque  | Lại Gia Thành (VIE) | 123 kg | Ngô Sơn Đỉnh (VIE) | 117 kg | Thada Somboon-uan (THA)   | 116 kg |
| Arremesso | Lại Gia Thành (VIE) | 146 kg | Ngô Sơn Đỉnh (VIE) | 144 kg | Natthawat Chomchuen (THA) | 143 kg |
| Total     | Lại Gia Thành (VIE) | 269 kg | Ngô Sơn Đỉnh (VIE) | 261 kg | Natthawat Chomchuen (THA) | 259 kg |

## Recordes
Antes desta competição, o recorde mundial da prova era o seguinte:
| Recorde         | Tipo      | Atleta            | Peso   | Local   | Data                   |
| Recorde Mundial | Arranque  | Padrão mundial    | 135 kg |         | 1 de novembro de 2018  |
| Recorde Mundial | Arremesso | Om Yun-chol (PRK) | 166 kg | Pattaya | 18 de setembro de 2019 |
| Recorde Mundial | Total     | Om Yun-chol (PRK) | 294 kg | Pattaya | 18 de setembro de 2019 |

## Resultado
Os resultados foram os seguintes.
| Pos.              | Atleta                               | Grupo | Arranque (kg) | Arranque (kg) | Arranque (kg) | Arranque (kg)     | Arremesso (kg) | Arremesso (kg) | Arremesso (kg) | Arremesso (kg)    | Total      |
| Pos.              | Atleta                               | Grupo | 1             | 2             | 3             | Resultado         | 1              | 2              | 3              | Resultado         | Total      |
| ----------------- | ------------------------------------ | ----- | ------------- | ------------- | ------------- | ----------------- | -------------- | -------------- | -------------- | ----------------- | ---------- |
| Medalha de ouro   | Lại Gia Thành (VIE)                  | A     | 119           | 123           | 123           | Medalha de ouro   | 142            | 145            | 146            | Medalha de ouro   | 269        |
| Medalha de prata  | Ngô Sơn Đỉnh (VIE)                   | A     | 115           | 117           | 120           | Medalha de prata  | 140            | 144            | 144            | Medalha de prata  | 261        |
| Medalha de bronze | Natthawat Chomchuen (THA)            | A     | 113           | 116           | 116           | 5                 | 143            | 146            | 147            | Medalha de bronze | 259        |
| 4                 | Mansour Al-Saleem (KSA)              | A     | 114           | 116           | 118           | 4                 | 140            | 143            | 147            | 4                 | 259        |
| 5                 | Thada Somboon-uan (THA)              | A     | 112           | 116           | 118           | Medalha de bronze | 130            | 136            | 142            | 5                 | 252        |
| 6                 | Satrio Adi Nugroho (INA)             | A     | 107           | 112           | 115           | 6                 | 135            | 141            | 141            | 6                 | 250        |
| 7                 | Ramini Shamilishvili (GEO)           | A     | 112           | 112           | 112           | 7                 | 131            | 137            | 137            | 11                | 253        |
| 8                 | Jean Ramiarimanana (MAD)             | B     | 100           | 108           | 110           | 8                 | 130            | 138            | 138            | 12                | 240        |
| 9                 | Miguel Suárez (COL)                  | A     | 102           | 106           | 108           | 11                | 133            | 140            | 141            | 9                 | 239        |
| 10                | Ali Ahmed Abd Ali Albacha Chee (IRQ) | B     | 104           | 107           | 110           | 9                 | 130            | 130            | 135            | 13                | 237        |
| 11                | Juan Barco (MEX)                     | B     | 98            | 101           | 103           | 14                | 130            | 134            | 137            | 7                 | 237        |
| 12                | Ösökhbayaryn Chagnaadorj (MGL)       | B     | 103           | 103           | 109           | 13                | 128            | 133            | 137            | 8                 | 236        |
| 13                | Yernaz Alpyssov (KAZ)                | B     | 102           | 106           | 109           | 10                | 127            | 127            | 132            | 15                | 233        |
| 14                | José Poox (MEX)                      | B     | 100           | 100           | 103           | 16                | 128            | 132            | 134            | 10                | 232        |
| 15                | Deniz Danev (BUL)                    | B     | 101           | 105           | 105           | 15                | 130            | 130            | 130            | 14                | 231        |
| 16                | Marian Luca (ROU)                    | B     | 100           | 105           | 110           | 12                | 125            | 125            | 131            | 16                | 230        |
| 17                | Amjad Ghanem (KSA)                   | B     | 93            | 98            | 98            | 17                | 115            | 122            | 127            | 17                | 220        |
| —                 | Josué Brachi (ESP)                   | A     | 113           | 113           | 114           | —                 | —              | —              | —              | —                 | —          |
| —                 | Anbar Basel (YEM)                    | B     | Não largou    | Não largou    | Não largou    | Não largou        | Não largou     | Não largou     | Não largou     | Não largou        | Não largou |